# HEP HALL
HEP HALL（ヘップホール）は、大阪府大阪市北区角田町にある商業施設「HEP FIVE」の8階にある多目的ホールである。
演劇、コンサート、演芸会、展覧会、映画祭などで用いられ、特に「小劇場演劇」の関西における中心地として演劇ファンに広く知られる。

## 概要
大阪の繁華街・梅田の中心地という好立地にあり、アクセス至便で集客力が期待できるため、主催者に人気が高い。

### 歴史
1979年7月1日、HEPの前身「阪急ファイブ（梅田阪急会館）」の時代にオレンジルームの名称で開場した。
開場間もない頃にはオール阪神・巨人、島田紳助・松本竜介などの、のちの漫才ブームを担う漫才師たちや、新人時代のダウンタウンがライブを開催していたほか、上方落語の若手による定期落語会「おれんじ寄席」の会場となっていた。
やがて、劇団そとばこまち、劇団☆新感線、惑星ピスタチオなどの学生演劇の劇団が定期公演会場として利用したことで、関西学生演劇ブームの中心地となる。
1998年に阪急ファイブおよび周辺施設の建て替えが行われ、「HEP HALL」と改称して同年11月28日にリニューアルオープンした。

### 映画上映
ぴあフィルムフェスティバル（2003年、2004年、2006年）および、シネアスト・オーガニゼーション・大阪エキシビション（2005年、2006年、2007年）の上映会場として利用されている。

## アクセス
- 阪急電鉄 大阪梅田駅／JR西日本 大阪駅より徒歩すぐ
- Osaka Metro御堂筋線 梅田駅中北改札より東直進、H-30出口そば直通エレベーター